# Лаваль, Мухаммад
Мухаммад Лаваль (англ. Mohammed Lawal; 23 сентября 1939, Кадуна, Нигерия) — нигерийский футболист, нападающий. Участник летних Олимпийских игр 1968 года.

## Биография
Выступал за нигерийский клуб «Стэйшнери Сторс». В 1975 году выступал за команду «Рочестер Лансерс», которая выступала в Североамериканской футбольной лиге. Лаваль в составе команды провёл 5 игр.
В 1968 году главный тренер национальной сборной Нигерии Йожеф Эмбер вызвал Мухаммада на летние Олимпийские игры в Мехико. В команде он получил 11 номер. В своей группе Нигерия заняла последнее четвёртое место, уступив Бразилии, Японии и Испании. Мухаммад Лаваль на турнире сыграл во всех трёх играх.